# Chaucha
Chaucha är en ort i Ecuador.   Den ligger i provinsen Azuay, i den sydvästra delen av landet, 300 km söder om huvudstaden Quito. Chaucha ligger 1 823 meter över havet och antalet invånare är 1 633.
Terrängen runt Chaucha är mycket bergig. Runt Chaucha är det mycket glesbefolkat, med 5 invånare per kvadratkilometer. Närmaste större samhälle är Molleturo, 15,9 km norr om Chaucha. I omgivningarna runt Chaucha växer huvudsakligen savannskog.